# Tua Forsström

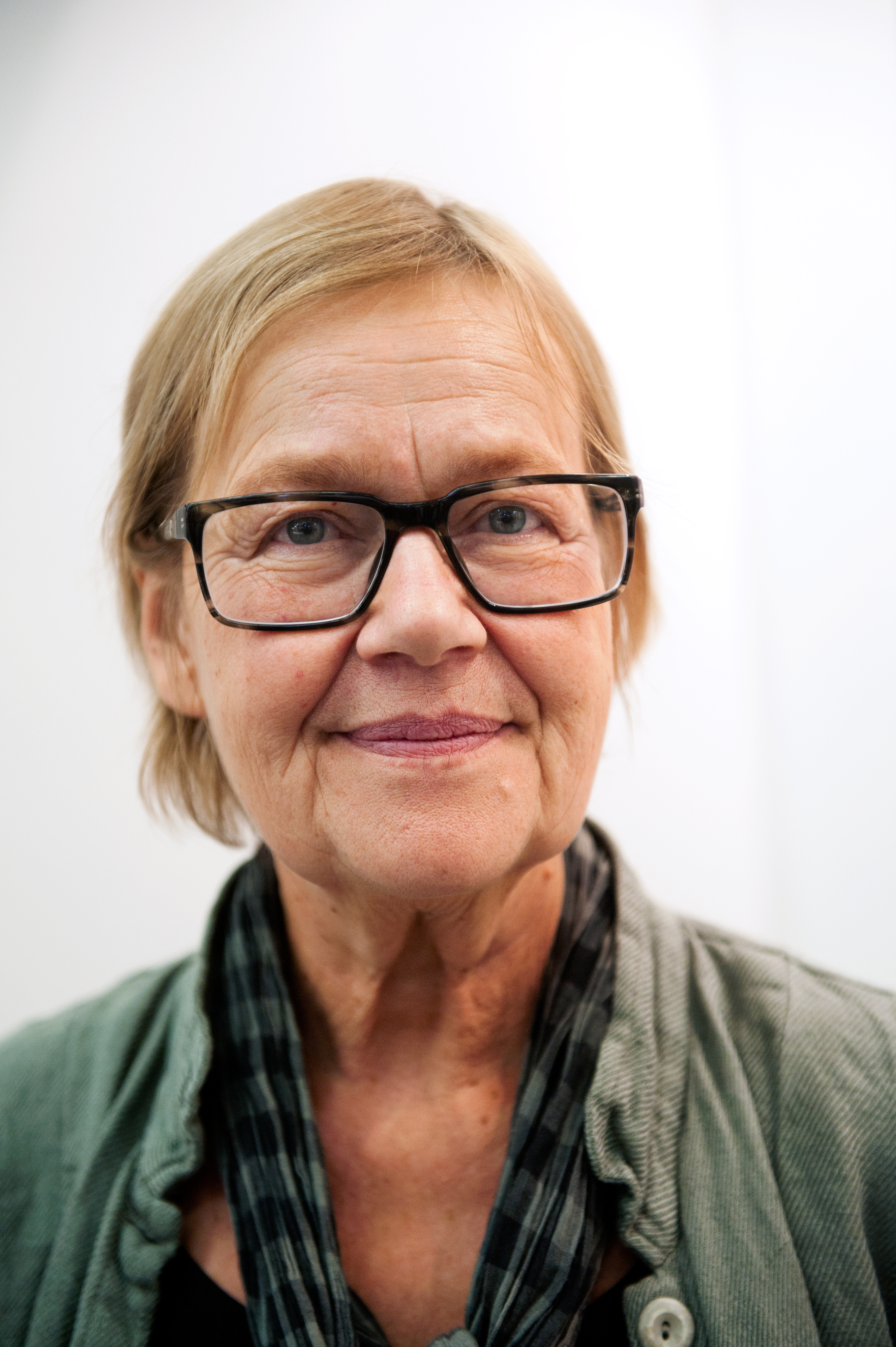

Tua Birgitta Forsström, nacida el 2 de abril de 1947 en Porvoo, Finlandia, es una escritora finlandesa que escribe en lengua sueca a la que se le concedió el premio de "Literatura del Consejo Nórdico" en 1998. Los trabajos de Forsström son conocidos por su compromiso y esfuerzo en plasmar viajes y paisajes de Finlandia. Ella ha utilizado citas de Egon Friedell, Ludwig Wittgenstein, Hermann Hesse y Friedrich Nietzsche, y también en su colección "Después de pasar una noche entre caballos" usa también citas de Andrei Tarkovski.
Publicó su primer libro en 1972,Un poema sobre el amor y otras cosas. Su salto al mundo de habla inglesa llegó en 1987 con su sexta colección,Snow Leopard que fue traducido al inglés por el David McDuff y publicado por Libros Hachasangrienta. En 1990 el libro obtuvo un Premio de traducción en el Reino Unido.
En 2006 escribió Una vez que estudié en la Facultad maravillosofue publicado por Libros Hachasangrienta, con traducciones a partir de David McDuff y Stina Katchadourian.

## Premios
- Premio de Literatura del Consejo Nórdico, 1998.